# Beijo, Me Liga
Beijo, Me Liga foi uma série exibida de 26 de outubro a 18 de dezembro de 2009 pelo canal pago Multishow, que mostrava o cotidiano de uma turma de jovens na cidade grande, que se comunicam basicamente apenas por celular, conversando sobre suas experiências diárias por meio das redes sociais, como MSN, Orkut ou Twitter.
A série serviu como base para a 19ª temporada de Malhação.

## Sinopse
Beijo, Me Liga acompanha as aventuras de seis jovens de uma grande cidade. A tecnologia é um personagem adicional e isso não é pouca coisa: os personagens se falam pelo celular, trocam SMS e vídeos, e com isto a dramaturgia ganha uma narrativa que corre paralela, mas é inseparável de todo o resto.

## Personagens
- Tayana Dantas - Monique[6]
- Thaís Melchior - Tainá Castro[7]
- Railane Borges - Kaká
- Lucas Cordeiro - Marcão
- Felipe Haiut - Cesinha
- Gil Coelho - Elepê